# Tadeusz Niewiadomski

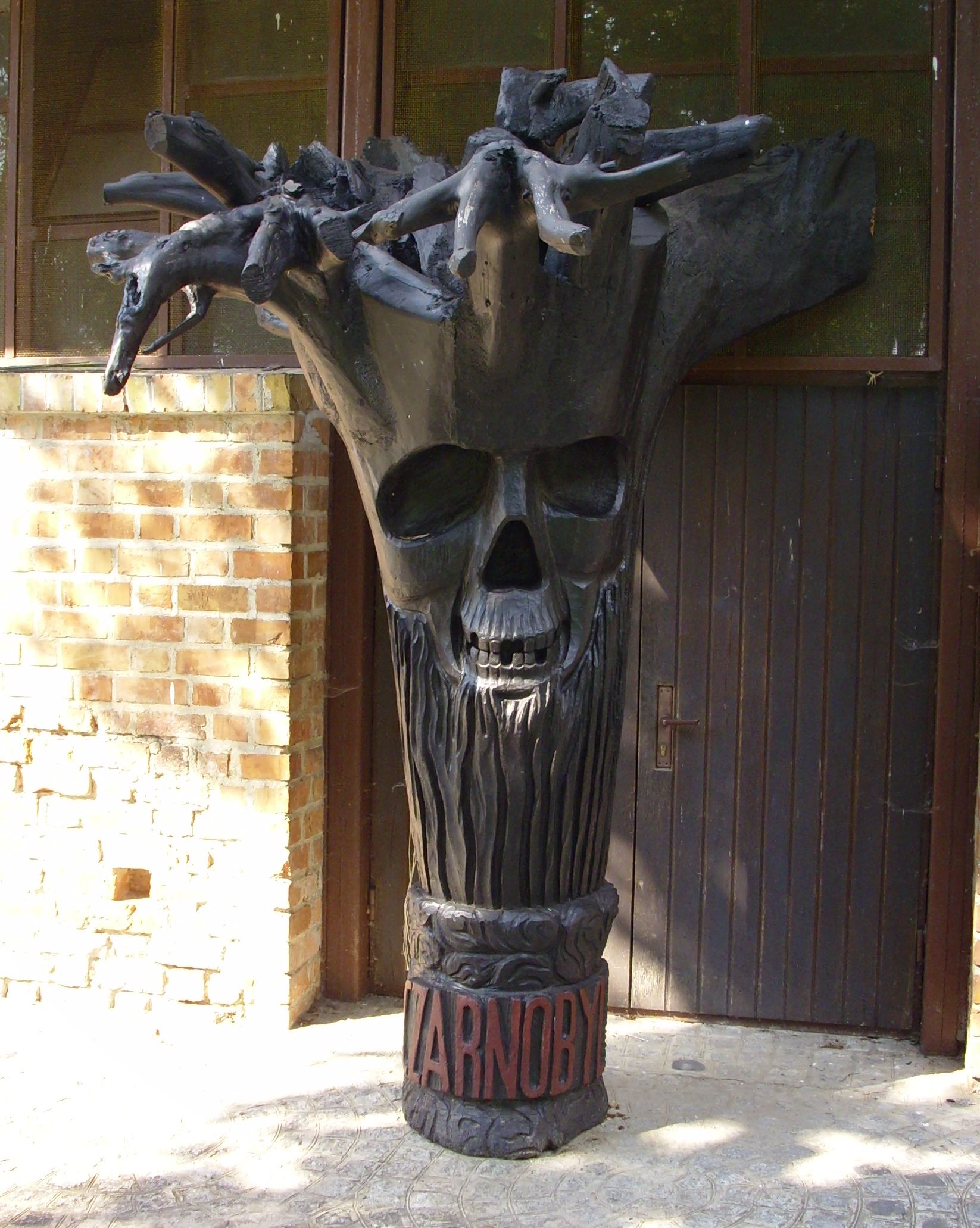
„Czernobyl” Tadeusza Niewiadomskiego (Kodeń)

Tadeusz Niewiadomski (ur. 16 lutego 1931 w Prawiednikach, zm. 2006) – rzeźbiarz, żołnierz AK, za działalność przeciw UB skazany w wieku 14 lat na wieloletnie ciężkie więzienie. Stworzył cykl rzeźb obecnie eksponowanych w Kodniu. Autor w konwencję drogi krzyżowej wplótł motywy z czasów wojny i okupacji. Jego prace znajdują się w wielu kościołach w całej Polsce. Jest współtwórcą herbu Białej Podlaskiej.